# Eodiaptomus shihi
Eodiaptomus shihi é uma espécie de crustáceo da família Diaptomidae.
É endémica da Índia.